# Келлі Леброк
Келлі Леброк (англ. Kelly LeBrock; 24 березня 1960) — американська акторка і фотомодель.

## Біографія
Народилася 24 березня 1960 року в Нью-Йорку, виросла в Лондоні. Батько франко-канадського походження, володів шахтою з видобутку ртуті та рестораном Michelin в Руз-Пойнт, Нью-Йорк. Мати ірландського походження, колишня модель і власниця дрібних антикварних магазинів у Лондоні.
Келлі Леброк була одружена з Віктором Драєм з 1984 по 1986 рік. З 5 вересня 1987 по 1996 рік була у шлюбі з актором Стівеном Сігалом, народила трьох дітей: Анналіза (20 травня 1987), Домінік (21 червня 1990) і Арріса (24 липня 1993). У 2007-2008 роках була одружена з Фредом Стіком.

## Кар'єра
У віці шістнадцяти років Келлі повернулася до Нью-Йорку і почала кар'єру як модель. З'являлася на обкладинках багатьох журналів, у тому числі Christian Dior, стала однією з найбільш затребуваних моделей агентства Ейлін Форд.
Дебютом у кіно стала роль у фільмі «Жінка в червоному» (1984) з Джином Вайлдером. Також відома за такими фільмами, як «Чудернацька наука» (1985), «Усупереч смерті (1990) зі Стівеном Сігалом та «Помилково звинувачений» (1998) з Леслі Нільсеном.

## Фільмографія
| Рік  |    | Українська назва       | Оригінальна назва         | Роль              |
| ---- | -- | ---------------------- | ------------------------- | ----------------- |
| 1984 | ф  | Жінка в червоному      | The Woman in Red          | Шарлотта          |
| 1985 | ф  | Чудернацька наука      | Weird Science             | Ліза              |
| 1990 | ф  | Усупереч смерті        | Hard to Kill              | Енді Стюарт       |
| 1993 | ф  | Зрада голубки          | Betrayal of the Dove      | Уна               |
| 1993 | мф | Девід Копперфільд      | David Copperfield         | Клара Копперфільд |
| 1995 | ф  | Важка здобич           | Hard Bounty               | Донні             |
| 1996 | в  | Сліди вбивці           | Tracks of a Killer        | Клейр Гоукнер     |
| 1998 | ф  | Помилково звинувачений | Wrongfully Accused        | Лорен Гудхью      |
| 2001 | ф  | Учень Мерліна          | The Sorcerer's Apprentice | Моргана           |
| 2005 | ф  | Зерофілія              | Zerophilia                | жінка в RV        |
| 2006 | ф  |                        | Gamers                    | мати Анджели      |
| 2007 | ф  | Дзеркало               | The Mirror                | Мері Теофіл       |
| 2015 | ф  | 10 днів у божевільні   | 10 Days in a Madhouse     | місс Грант        |
| 2015 | тф | Принц малого міста     | Small Town Prince         | королева Аріана   |